# کیتاگاوا، کوچی
کیتاگاوا، کوچی (به لاتین: Kitagawa, Kōchi) یک منطقهٔ مسکونی در ژاپن است که در Aki District واقع شده‌است. کیتاگاوا  ۱٬۵۳۶ نفر جمعیت دارد.